# سوزانا کاپلارو
سوزانا کاپلارو (ایتالیایی: Susanna Cappellaro) بازیگر، نویسنده و تهیه‌کننده فیلم اهل ایتالیا و ساکن سوهو در انگلستان است.
از فیلم‌هایی که وی در آن نقش داشته‌است، می‌توان به استودیوی صدای باربری و سایه‌های سیاه اشاره کرد.